# Tonzura
Tonzura (iz latinskega tonsura - striženje, britje) je delno ali popolno ostriženo ali obrito teme glave kot znak verske pobožnosti in ponižnosti. 
Takšno striženje se je prakticiralo predvsem v srednjeveškem katolicizmu in je bilo s papeževim odlokom leta 1972 ukinjeno. V sodobnem  času je značilno predvsem  za menihe,  pobožneže in mistike katere koli religije kot simbol spoštovanja in njihove odpovedi posvetnim navadam.
Tonzuro (s papeževim dovoljenjem)  še vedno prakticirajo nekateri katoliški samostanski redovi. V pravoslavju se običajno prakticira za novo krščene vernike, v budizmu za novice in menihe, v islamu je del tradicionalne prakse po zaključenem romanju v Meko (hadž), prakticira pa se tudi v številnih hindujskih verskih redovih.

## Krščanstvo

### Zgodovina in razvoj
V antiki tonzura ni bila znana. Izročilo pravi, da je nastala z Jezusovimi učenci, ki so v Tori odkrili zapoved, da se ne sme striči las ob robu glave.  V 7. in 8. stoletju so bile znane tri oblike tonzure:
- Orientalska, ki je potrjevala avtoriteto svetega Pavla Apostola in je obsegala britje cele glave.[2] Navada je bila opazna predvsem v vzhodnih cerkvah, vključno  z Vzhodno pravoslavno cerkvijo in Katoliškimi cerkvami  vzhodnega obreda. Teodor iz Tarza, ki je svoje znanje pridobil v bizantinski Mali Aziji in je nosil tovrstno tonzuro, si je pustil rastri lase štiri mesece preden se je ostrigel na rimski način. Papež Vitalijan  ga je leta 668 posvetil za canterburyjskega nadškofa.

- Keltska, katere natančna oblika ni povsem jasna, je vključevala britje glave od ušesa do ušesa.[3] Oblika je bila polkrožna z lokom las na prednjem delu glave, v virih pa je omenjena tudi manj pogosta oblika z obritim čelnim in neobritim zadnjim delom glave.[4] V zadnjem času se omenja tudi trikotna oblika tonzure z vrhom sredi čela ogliščema nad ušesi.[3] Keltsko tunzuro so nosili na Irskem in v Veliki Britaniji, kjer je spadala k tako imenovanemu keltskemu krščanstvu.[5] Po prevzemu rimskih navad so začeli keltsko tonzuro prezirati in jo povezovati s Simonom Magom, četudi za povezavo  med njim in tem keltskim običajem ni nobenega dokaza. Iz vsega tega se lahko reče samo to, da so prvi kristjani na Britanskem otočju ohranili stare običaje, ki so bili v nasprotju s kasnejšo rimsko tradicijo.  Mnogo privržencev je stare  keltske običaje ohranilo vse do 8. in 9. stoletja.[6] Nekateri viri povezujejo keltsko tonzuro  z druidi iz predrimske železne dobe.[7][8]

- Rimska  tunzura je obsegala britje temena glave in je imela obliko krone. Njen izvor se povezuje s svetim Petrom in obredjen latinske katoliške cerkve.

### Stari in srednji vek

#### Vzhodno krščanstvo

##### Duhovniška tonzura
Konstantinopelski patriarh sv. German I. (715-730) piše:
Dvojna krona v obliki tunzure na glavi duhovnika predstavlja dragoceno glavo velikega apostola Petra. Ko je bil poslan na poučevanje in pridiganje o Gospodu, so mu tisti, ki niso verjeli njegovi besedi, v posmeh obrili glavo. Kristusov učitelj je znak posmeha spremenil v znak časti. Na svojo glavo ni posadil krone z dragocenim kamenjem,   ampak kamnito krono vere,  ki je sijala bolj  kot zlato, topaz in dragi kamni. Peter, najsvetejši, višek, lepota in venec dvanajstih kamnov, ki so apostoli, je Kristusov prvak.

##### Meniška tonzura
Sv. German I. o tem piše:
Popolnoma ostrižena glava je posnemanje svetega apostola Jakoba, brata Gospodovega, apostola Pavla in drugih.

#### Zahodno  krščanstvo

##### Duhovniška tonzura
V latinskem ali zahodnem obredju katoliške cerkve se je prva tonzura prakticirala od srednjega veka do leta 1972 v obredu sprejemanja  v duhovniške vrste kot znak, da izbranec izpolnjuje pogoje, ki so veljali za duhovščino.  Tonzura je bila predpogoj za sprejem tako v nižje kot višje duhovniške službe. Opustitev tonzure je pomenila, da nekdo poskuša zapustiti duhovniške vrste, zato je  Zakonik kanonskega prava iz leta 1917 predpisal, da se morajo vsi kleriki iz nižjih duhovniških služb ostriči najkasneje en mesec po opozorilu, sicer so izgubili svoj duhovniški položaj. 
Videz tonzure se je s časom spreminjal. Na koncu so si morali nesamostanski kleriki pri prvi tunzuri samo simbolično odrezati nekaj čopov las v obliki križa in imeti  obrito  mesto na zadnji strani glave. Velikost je bila odvisna od stopnje duhovniške službe, vendar ni smela biti manjša od velikosti hostije. V nekatoliških državah, zlasti v angleško govorečih, v tem niso bili dosledni.  V Angliji in Ameriki, na primer, golo mesto ni bilo potrebno,  verjetno zaradi preganjanja pripadnikov katoliške duhovščine, ceremonialno striženje pri prvi duhovniški tonzuri pa se je moralo kljub temu  opraviti. Po motu proprio papeža Pavla VI., objavljenem 15. avgusta 1972, se prva tonzura ni več ne prakticira.

##### Meniška tonzura
Poleg te splošne duhovniške tonzure se v nekaterih zahodnih samostanskih redovih, na primer pri kartuzijanih in trapistih,  prakticira popolna različica tonzure. To pomeni, da je obrito celo teme razen ozkega venca kratkih las, tako imenovane meniške krone.  Tonzura je obvezna za vse menihe od vstopa v samostan, ne glede na to ali služijo kot bratje ali kot patri.

### Sodobna praksa

#### Vzhodno krščanstvo
V pravoslavju in vzhodnih katoliških cerkvah bizantinskega obreda so tri oblike tonzure:  krstna, meniška in duhovniška. Vse tri vsebujejo striženje štirih pramenov las v obliki križa: nad čelom, ko krščenec reče »v imenu Očeta«, v začelju, ko krščenec reče »in Sina«, in obeh straneh glave, ko krščenec reče »in Svetega Duha«. V vseh primerih je dovoljeno, da lasje ponovno zrasejo. Tonzura kot taka ni sprejeta kot pričeska.

##### Krstna tonzura
Krstna tonzura se pravi med obredom krsta kot prvo žrtvovanje krščenca. Opravi se ne glede na to, ali je krščenec otrok ali odrasla oseba.

##### Meniška tonzura
Meniška tonzura, ki ima tri stopnje: rasofor (iz grškega starogrško ρασοφόρος [rasofόros], nosilec halje), stavrofor (iz grškega starogrško σταυρoφόρος , stavrofόros, nosilec križa) in velika shema (iz grškega starogrško μεγαλόσχημος  [megalόshemos]), je obred iniciacije v meniški red, simbolično striženje las po svoji volji. Pravoslavni menihi si tradicionalno nikoli ne strižejo las in brade kot znak posvetitve svojih življenj Bogu. 

##### Duhovniška tonzura
Pravoslavna duhovniška tonzura je enakovredna prvi tonzuri v latinski cerkvi. Striženje se opravi pred vstopom v nižji poklic bralca in se pri kasnejših prestopih v višje službe ne ponavlja. Nekoč pogost naziv »tonzurirani bralec« je zato zavajajoč, saj se je striženje tehnično opravilo že  preden je postal vratar.  

#### Zahodno krščanstvo

##### Duhovniška tonzura
Od izdaje Ministeriae quaedam leta 1972 imajo določene cerkvene institucije  odobreno nošenje tonzure. Mednje spadajo Duhovniška bratovščina sv. Petra (1988),  Inštitut Kristusa Kralja najvišjega duhovnika (1990) in Osebna apostolska administracija sv. Janeza Marije Vianneya (2001).
Čeprav je tonzura kot taka zastarela, se je ohranilo nošenje tako imenovane škofovske  čepice (zuccheto), ki ima obliko tonzure. Čepice nosijo papeži (bela), kardinali (rdeča) in škofje (škrlatna) tudi izven uradnih verskih ceremonialov. Duhovniki lahko izven verskih obredov nosijo preprosto črno  čepico, vendar tega skoraj ne prakticirajo.  Izjema so opati (črna) in opati Reda premontrejskih kanonikov,  ki nosijo belo čepico. V Kongregaciji kanonikov lateranskega reda je bela čepica del njihovega uradnega habita. Nekateri duhovniki s posebnimi naslovi, določene stopnje monsinjorjev in kanonikov na primer, so v preteklosti nosili črno čepico z rdečim ali škrlatnim našitkom, vendar so jo opustili in jo nosijo  samo ob nekaterih izjemno redkih priložnostih.

##### Meniška tonzura
Nekateri samostanski redovi in posamezni samostani še vedno ohranjajo tradicijo meniške tonzure. Tonzura je pogosta praksa med redovniki Frančiškanskih misijonarjev večnega sveta, četudi ni izrecno predpisana.

## Posvetna Evropa

### Merovingi
Med Merovingi, katerih vladarji so bili »dolgolasi kralji«,  je bila navada, da so neuspešnim pretendentom za kralja ali odstavljenim kraljem ostrigli lase. Po striženju so jih poslali v samostan, kjer so včasih ostali samo toliko časa, da so jim zrasli novi lasje. Primer takšne prakse je Grimoald Starejši, sin Pipina Landenskega in varuh Dagoberta II., ki se je polastil prestola v imenu svojega sina in Dagobertu ostrigel lase. S tem ga je označil za neprimernega za kralja  in ga izgnal.

### Bizantinsko cesarstvo
Striženje las, pogosto združeno s kastracijo,  se je v Bizantinskem cesarstvu v 8. stoletju pogosto prakticiralo za odstavljene cesarje in njihove sinove. Pred tem  so jih  običajno oslepili.

## Budizem
V budizmu je tonzura del obreda pabbajja in del vstopanja v skupnost menihov (sanskrt bhikkhus) ali nun (sanskrt  ghikshuni).  Tonzura obsega britje glave in obraza.  Britje se ponavlja tako pogosto, da je glava gladko obrita.

## Hinduizem
V hinduizmu je tonzura običajno del treh obredov prehodov v življenju posameznika. Prvi se imenuje čudakarana (sanskrt   चूडाकरण, dobesedno obred tonzure). Znan je tudi kot choulam, caula, chudakarma ali mundana in pomeni prvo otrokovo striženje, ki je običajno britje glave. Pri obredu sta prisotna otrokov oče in mati, ki je običajno oblečena v poročni sari.  Otroku obrijejo glavo in ostrižejo nohte, ga umijejo in oblečejo v nova oblačila. Včasih na temenu pustijo čop las. Obred je značilen za dečke in deklice. Običajno se opravi v bližini templja ali reke,  vendar to ni obvezno.
Obred čudakarna označuje dojenčkov  prehod  k čistosti in se običajno opravi okrog otrokovega prvega rojstnega dneva. Nekateri viri  priporočajo, da se opravi pred tretjim ali  sedmim letom otrokove starosti. Obred je včasih združen z obredom upanajana, ki označuje začetek otrokovega formalnega šolanja
Drugi obred v hinduizmu, v katerega je včasih vključeno tudi striženje, je upanajana,  ki označuje začetek otrokovega formalnega šolanja.
Zadnje obredno striženje se opravi po smrti v ožjem družinskem krogu v prisotnosti očeta, matere, brata, sestre, zakonca ali otroka pokojnika. Žalujoči moški  si ponekod v Indiji kot znak izgube ljubljene osebe obrijejo glavo.
Po Jamanadasu je bila tonzura izvorno budistični običaj, ki so ga privzeli v hinduizem. Pandey in drugi temu ugovarjajo, ker so obred striženja las kot obred prehoda odkrili v sanskrtskih besedilih, ki so nastala  že pred Budovim rojstvom. 

## Islam
Beseda tonzura  se v islamu uporablja manj pogosto. Delna tonzura na splošno ni dovoljena, razen če je zelo nujna, na primer zaradi dravljenja.  Britje cele glave je dovoljeno.
Obred na romanju v Meko (hadž), ki se imenuje tahallul,  zahteva, da si moški in ženske odrežejo nekaj las. Britje cele glave ni potrebno.

### Prepoved tonzure
Delna tonzura, se pravi britje nekaterih delov glave in puščanje las na drugih,  je v islamu prepovedana. Britje cele glave je dovoljeno. Prepoved je podrobno opisana v haditu: 
عَنِ ابْنِ عُمَرَ أَنَّ رَسُولَ اللَّهِ – صلى الله عليه وسلم – نَهَى عَنِ الْقَزَعِ
Ibn Omar (pravi), da je Prerok, mir z njim, prepovedal  qozo‘, se pravi britje las na nekaterih delih glave in puščanje na drugih.
عَنِ ابْنِ عُمَرَ رَأَى النَّبِي صَلَّى الله عَلَيهِ وَسَلَّمَ صَبِياًً قَدْ حلقَ بَعْضَ شَعْرٍ رَأسَه وَ تركَ بَعْضاً فقال: اَحلِقْهُ كُلَّهُ أَوْ دَعْهُ كُلَّهُ
Ibn Omar (pravi), da je Prerok, mir z njim, videl fanta, ki je imel na več mestih ostrižene lase in mu rekel: Obrij si celo glavo ali pusti rasti vse lase.

### Hadž
Moški romarji si po zaključenem hadžu običajno popolnoma obrijejo glavo kot opomin, da so bili oprani vseh dotedanjih grehov. Britje ni obvezno. Od žensk (in moških) se pravzaprav zahteva samo striženje čopa las. Obred, ki se imenuje tahallul, pomeni odpravo številnih zapovedi (ihram),  ki veljajo za romarje na hadžu.

## Judovstvo
V proces čiščenja metzora je vključeno tudi obredno britje celega telesa razen prizadetih mest.
Ortodoksni judovski moški si ne brijejo kotičkov svoje brade in lasišča, ker je tako zapovedano v 3. Mojzesovi knjigi (Levitik):
Ne strizite na okroglo roba svojih las in ne krajšaj konca svoje brade!